# ظفر اونن
ظفر اونن (ترکی استانبولی: Zafer Önen; ۱ ژانویهٔ ۱۹۲۱ – ۱۳ دسامبر ۲۰۱۳) هنرپیشه اهل ترکیه بود. وی بین سال‌های ۱۹۴۲ تا ۲۰۱۱ میلادی فعالیت می‌کرد.